# Фесті Ебоселе
Фесті Ебоселе (англ. Festy Ebosele, нар. 2 серпня 2002, Енніскорті) — ірландський футболіст, правий захисник італійського «Удінезе» і молодіжної збірної Ірландії.

## Клубна кар'єра
Народився 2 серпня 2002 року в ірландському Енніскорті в родині нігерійського походження. Вихованець юнацьких команд футбольних клубів «Мойн Ренджерс», «Брей Вондерерз» та «Дербі Каунті».
У дорослому футболі дебютував 2021 року виступами за головну команду «Дербі Каунті», в якій провів півтора сезони, взявши участь у 38 матчах чемпіонату. Попри юний вік став основним гравцем команди і привернув увагу представників іноземних команд.
Влітку 2022 року уклав п'ятирічний контракт з італійським «Удінезе».

## Виступи за збірні
2016 року дебютував у складі юнацької збірної Ірландії (U-16), загалом на юнацькому рівні взяв участь у 16 іграх, відзначившись одним забитим голом.
2021 року дебютував в іграх молодіжної збірної Ірландії.

## Статистика виступів

### Статистика клубних виступів
Станом на 20 липня 2022
| Сезон                  | Команда                | Чемпіонат              | Чемпіонат | Чемпіонат | Національний кубок | Національний кубок | Національний кубок | Континентальні кубки | Континентальні кубки | Континентальні кубки | Інші змагання | Інші змагання | Інші змагання | Усього | Усього |
| Сезон                  | Команда                | Ліга                   | Ігор      | Голів     | Ліга               | Ігор               | Голів              | Ліга                 | Ігор                 | Голів                | Ліга          | Ігор          | Голів         | Ігор   | Голів  |
| ---------------------- | ---------------------- | ---------------------- | --------- | --------- | ------------------ | ------------------ | ------------------ | -------------------- | -------------------- | -------------------- | ------------- | ------------- | ------------- | ------ | ------ |
| 2020–21                | «Дербі Каунті»         | ЧФЛ                    | 3         | 0         | КА+КЛ              | 1+0                | 0+0                | -                    | -                    | -                    | -             | -             | -             | 4      | 0      |
| 2021–22                | «Дербі Каунті»         | ЧФЛ                    | 35        | 2         | КА+КЛ              | 1+1                | 0                  | -                    | -                    | -                    | -             | -             | -             | 37     | 2      |
| Усього за Derby County | Усього за Derby County | Усього за Derby County | 38        | 2         |                    | 2+1                | 0+0                |                      | 0                    | 0                    |               | -             | -             | 41     | 2      |
| 2022–23                | «Удінезе»              | A                      | -         | -         | КІ                 | -                  | -                  | -                    | -                    | -                    | -             | -             | -             | -      | -      |
| Усього за «Удінезе»    |                        |                        |           |           |                    |                    |                    |                      |                      |                      |               |               |               |        |        |
| Усього за кар'єру      | Усього за кар'єру      | Усього за кар'єру      | 38        | 2         |                    | 2+1                | 0                  |                      | -                    | -                    |               | -             | -             | 41     | 2      |